# Église Sainte-Jeanne-d'Arc de Lunéville
Pour les articles homonymes, voir Église Sainte-Jeanne-d'Arc.
L'église Sainte-Jeanne-d'Arc est un édifice religieux situé à Lunéville (Meurthe-et-Moselle).

## Histoire
L'église Sainte-Jeanne-d'Arc de Lunéville est construite en 1911 et 1912 sur les plans de l'architecte nancéien Jules Criqui par l'entrepreneur de maçonnerie Henri Masson, pour la paroisse érigée en juillet 1910 sous le vocable sainte Jeanne-d'Arc. L'église est consacrée le 17 octobre 1912 grâce à la pugnacité du curé de la paroisse, l'abbé Gérardin.
Le ciment armé est utilisé pour la charpente et la voûte en berceau brisé à lunettes. Le vaisseau est éclairé par 28 vitraux des ateliers Janin et Benoît de Nancy, dont les cartons ont été dessinés avant la Première Guerre mondiale et construits de 1912 à 1947.
L'église est inscrite dans sa totalité aux monuments historiques par arrêté du 5 février 2001.

### Sous le patronage de Jeanne d'Arc
Troisième église du monde à avoir été placée sous le patronage de Jeanne d'Arc après l'église Sainte-Jeanne-d'Arc du Touquet-Paris-Plage et l'église paroissiale de Margny-lès-Compiègne, car à cette époque la pucelle d'Orléans n'est béatifiée que depuis trois ans. Elle sera canonisée en 1920 sous le pontificat de Benoît XV. Le responsable du chantier, l'abbé Gérardin, obtient alors une autorisation spéciale du pape Pie X pour pouvoir consacrer la nouvelle église lunévilloise à la « Bienheureuse » jeune fille.
Jeanne d'Arc, qui a combattu les Anglais au XVe siècle, incarne la résistance française face à l'ennemi. Elle fait l'objet d'une grande ferveur à la fin du XIXe siècle et début du XXe siècle, à une époque où les Français rêvent d'une revanche sur l'Allemagne qui a annexé l'Alsace-Lorraine en 1871. À l'époque de la construction de l'église, le patriotisme voire le nationalisme sont donc des valeurs fortes, ce d'autant plus que Lunéville, qui abrite plusieurs casernes, est proche de la frontière allemande.

## Architecture
Placée sous le patronage de Jeanne d'Arc, c'est l'église tout entière qui lui est consacrée.
À l'extérieur, l'architecture évoque les châteaux forts de la fin du Moyen Âge, époque où a vécu la sainte. On peut y retrouver les éléments de défenses des châteaux médiévaux, qui font office de décoration, tels les échauguettes, les créneaux, les merlons, les meurtrières ou les mâchicoulis.
À l'intérieur, l'édifice abrite un ensemble de 28 vitraux dont 24 sont consacrés aux différents épisodes de la vie de Jeanne d'Arc, de sa naissance à sa béatification, dont six scènes en Lorraine. Les personnages sont de taille humaine. L'ensemble constitue le plus important cycle de vitraux johanniques du monde (400 m²). Les 24 vitraux sont entourés de motifs floraux caractéristiques de l'Art nouveau de l’École de Nancy.

## Galerie d'images

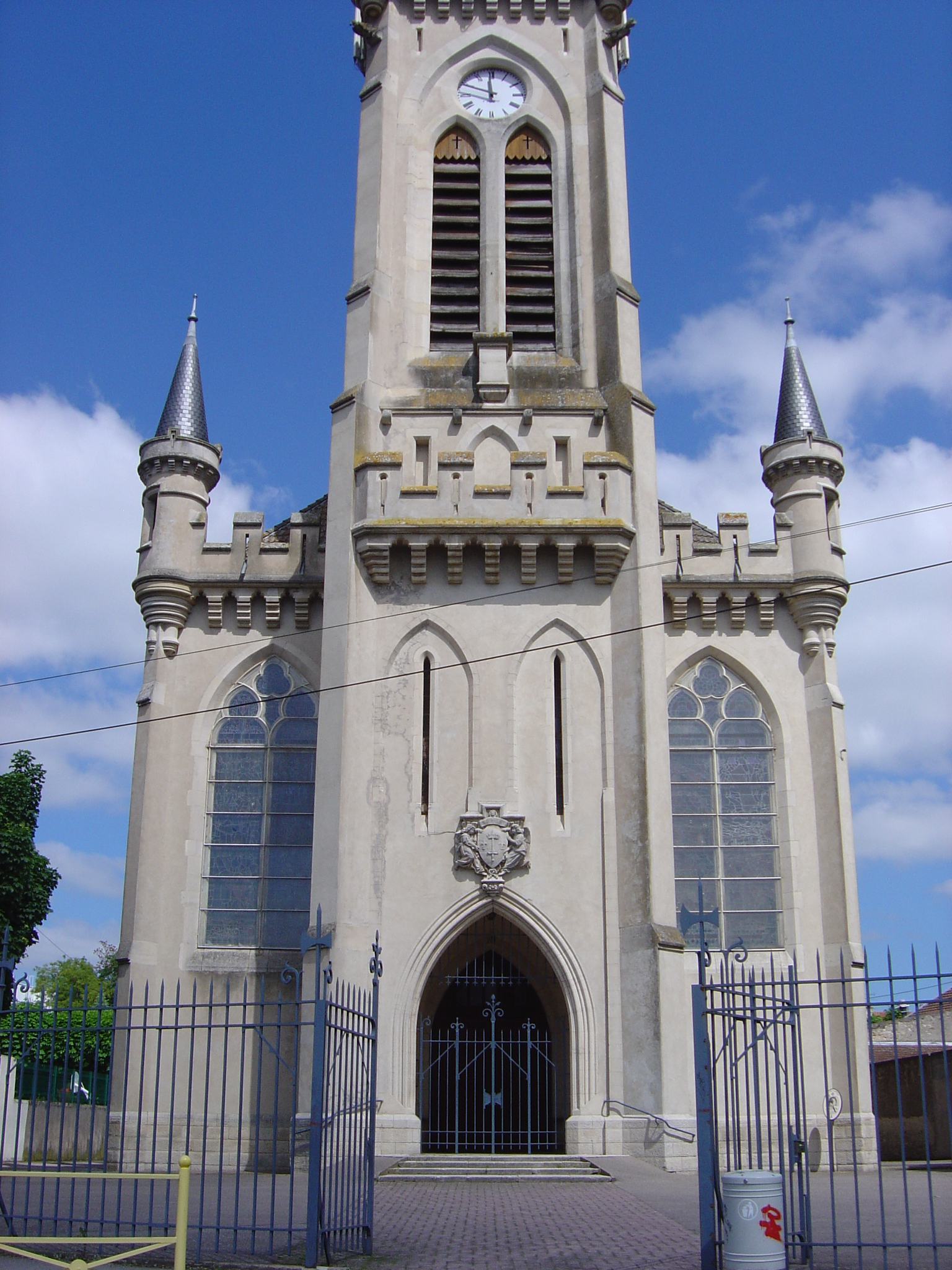
Porche.
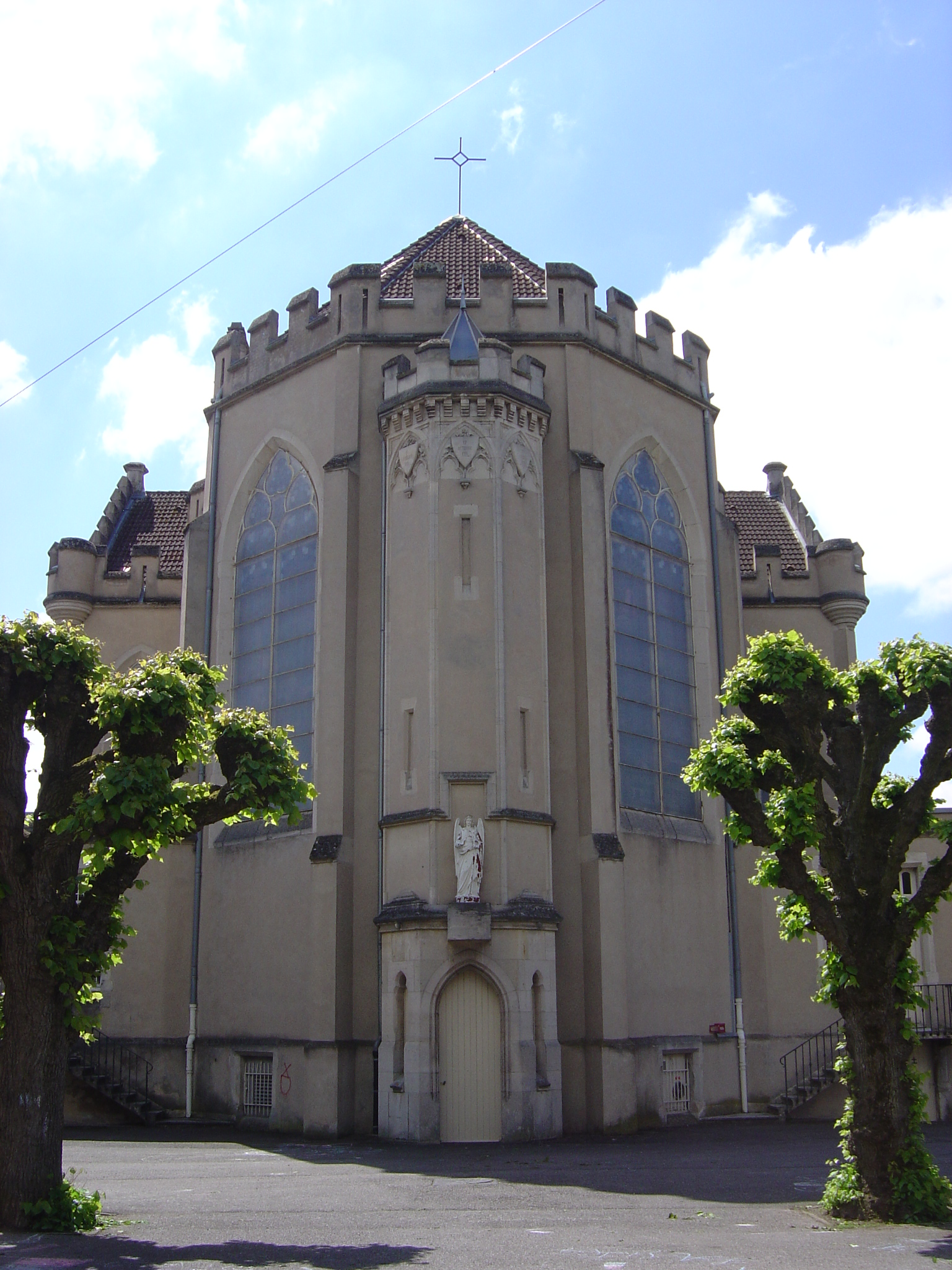
Chevet.
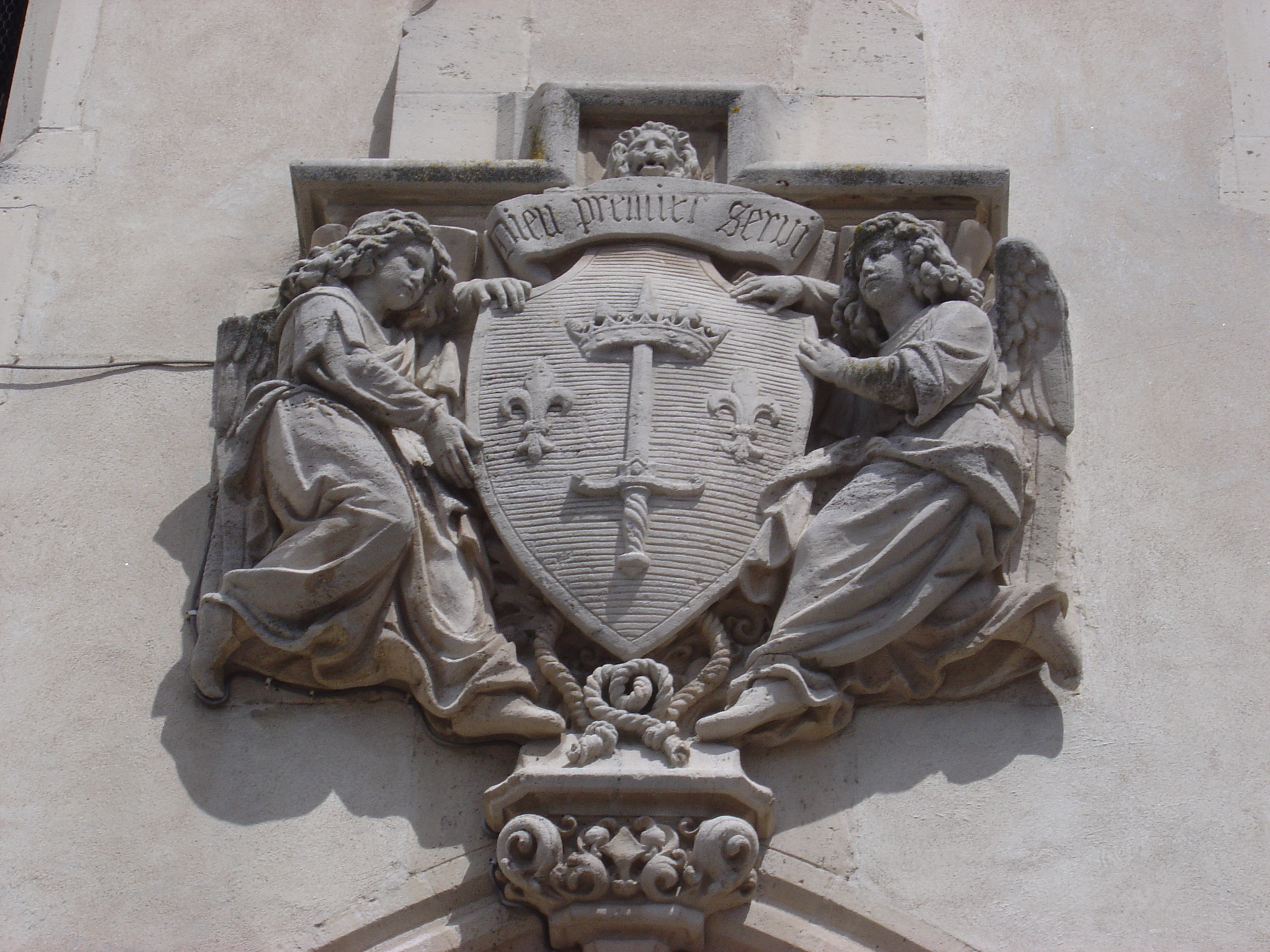
Devise et blason.

#### Monuments à Lunéville
- Château de Lunéville
- Château de la Favorite
- Église Saint-Jacques de Lunéville
- Synagogue de Lunéville

#### Lieux johanniques lorrains
- Basilique du Bois-Chenu
- Chapelle de Bermont
- Domrémy-la-Pucelle
- Maison natale de Jeanne d'Arc
- Vaucouleurs

#### Autres liens johanniques
- Bibliographie relative à Jeanne d'Arc
- Mythes de Jeanne d'Arc
- Œuvres inspirées par Jeanne d'Arc